# Patrick Lecerf
Patrick Lecerf (Comblain-Fairon, 20 september 1959) is een Belgisch politicus van de MR en Waals Parlementslid.

## Levensloop
Lecerf werd beroepshalve wiskundeleraar aan de school Don Bosco in Remouchamps. 
Hij begon zijn politieke loopbaan toen hij in 1988 verkozen werd tot gemeenteraadslid van Hamoir. Van 1991 tot 1993 was hij er schepen en sinds 1993 is hij er burgemeester. Wegens zijn mandaat van parlementslid was hij van 2014 tot 2018 verhinderd burgemeester van zijn gemeente.
Bij de verkiezingen van 2014 stond Lecerf als eerste opvolger op de MR-lijst voor het Waals Parlement in het arrondissement Hoei-Borgworm. Toen het zetelende parlementslid Hervé Jamar in oktober 2014 ontslag nam om minister in de federale regering te worden, volgde Lecerf hem op. Hiermee kwam hij in het Waals Parlement en het Parlement van de Franse Gemeenschap terecht. In 2018 nam hij ontslag uit het Waals Parlement wegens de decumul die in werking trad.